# Rhopalophora angustata
Rhopalophora angustata là một loài bọ cánh cứng trong họ Cerambycidae.